# Korenmeter

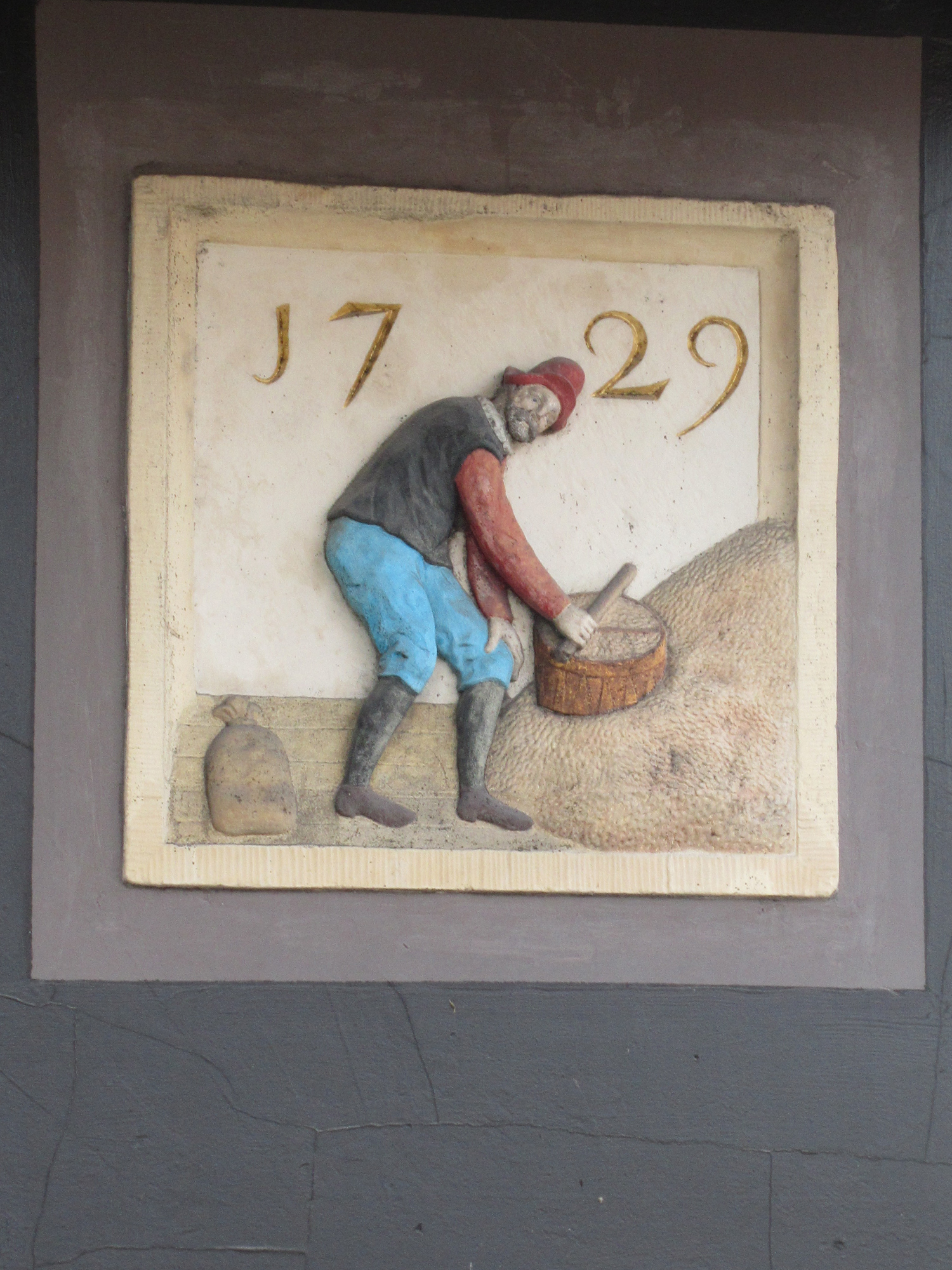
Korenmeter op een 18e-eeuwse gevelsteen aan Brouwersgracht 163 in Amsterdam. De korenmeter gebruikt zijn strekel (strijkstok) om de wan (ton) af te strijken.

Een korenmeter was in vroeger tijden een door het stadsbestuur aangestelde ambtenaar die erop toezag dat de handel in graan eerlijk verliep.
De korenmeters waren beëdigd met het afmeten van partijen graan volgens standaardmaten. Ze controleerden of de maat juist was. Ook werd gemeten hoeveel het nettogewicht per hectoliter bedroeg. De korenmeters hielden tevens toezicht op de graanlevering. Ze bepaalden en noteerden de aangevoerde hoeveelheden en de te betalen accijns (invoerrechten). Ook vervulden ze heel andere taken, zoals "het oppakken van deugnieten" en het bestrijden van branden.
De korenmeter gebruikte een schepel (een houten schop om graan te scheppen), een strekel (een stok om een met graan gevulde ton af te strijken) en een wan (een schaalvormige mand om het kaf van het koren te zuiveren). De wan had waarschijnlijk de inhoud van een schepel (25 liter). De uitdrukking "aan de strijkstok blijven hangen" stamt af van het afstrijken van een standardmaat met een strekel (strijkstok) bij de verkoop van graan.
Een aantal steden in de Lage Landen stelden korenmeters aan. In Gent waren de korenmeters al in de Middeleeuwen van belang, omdat de stad destijds het stapelrecht op graan had. In Nederland waren de korenmeters vooral in de Gouden Eeuw van groot belang, toen de graanhandel een zeer vooraanstaande rol in de economie speelde (zie moedernegotie).
Tot in de 20e eeuw bleven korenmeters actief. In Franeker zouden de laatste twee korenmeters nog in de Tweede Wereldoorlog dienst hebben gedaan.

## Gilden en gildehuizen
Korenmeters hadden hun eigen gilde. Deze werd soms samengevoegd met gilden van verwante beroepen zoals korenzetters en korendragers. Die kregen dan ook een gezamenlijk gildehuis, zoals het Korenmetershuisje in Amsterdam of het Korendragershuisje in Franeker. Vóór de bouw van het Amsterdamse Korenmetershuisje kwam het gilde van korenmeters samen in een houten huisje naast de Korenbeurs bij de (nu verdwenen) Oude Brug over het Damrak.
In Gent kocht het gilde van korenmeters in 1540 een pand aan de Graslei, het huidige Korenmetershuis, ter vervanging van hun eerste gildehuis uit 1435, tevens aan de Graslei. De huidige imposante voorgevel werd opgetrokken in 1698.

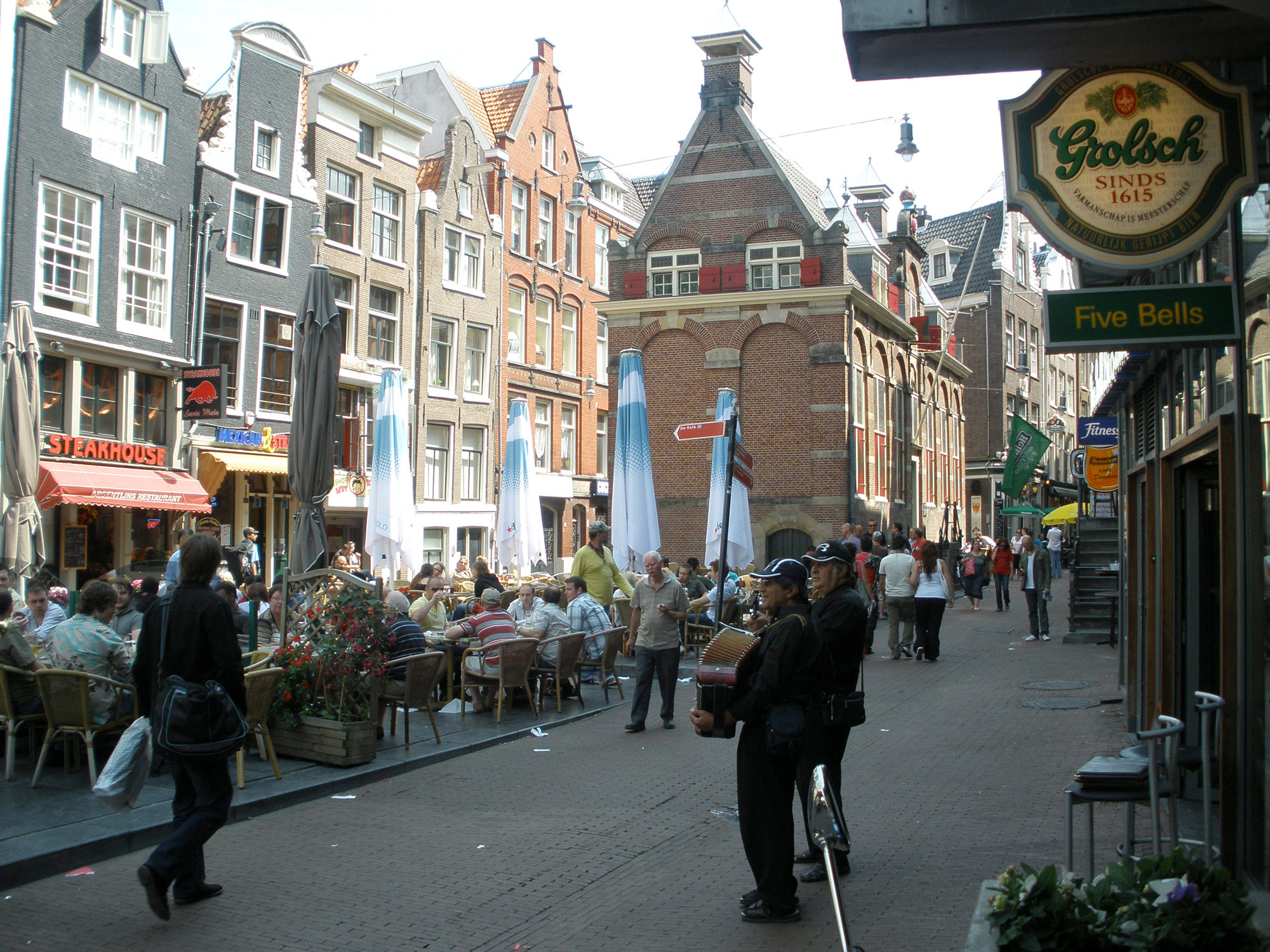
Het Korenmetershuisje (midden foto) in Amsterdam
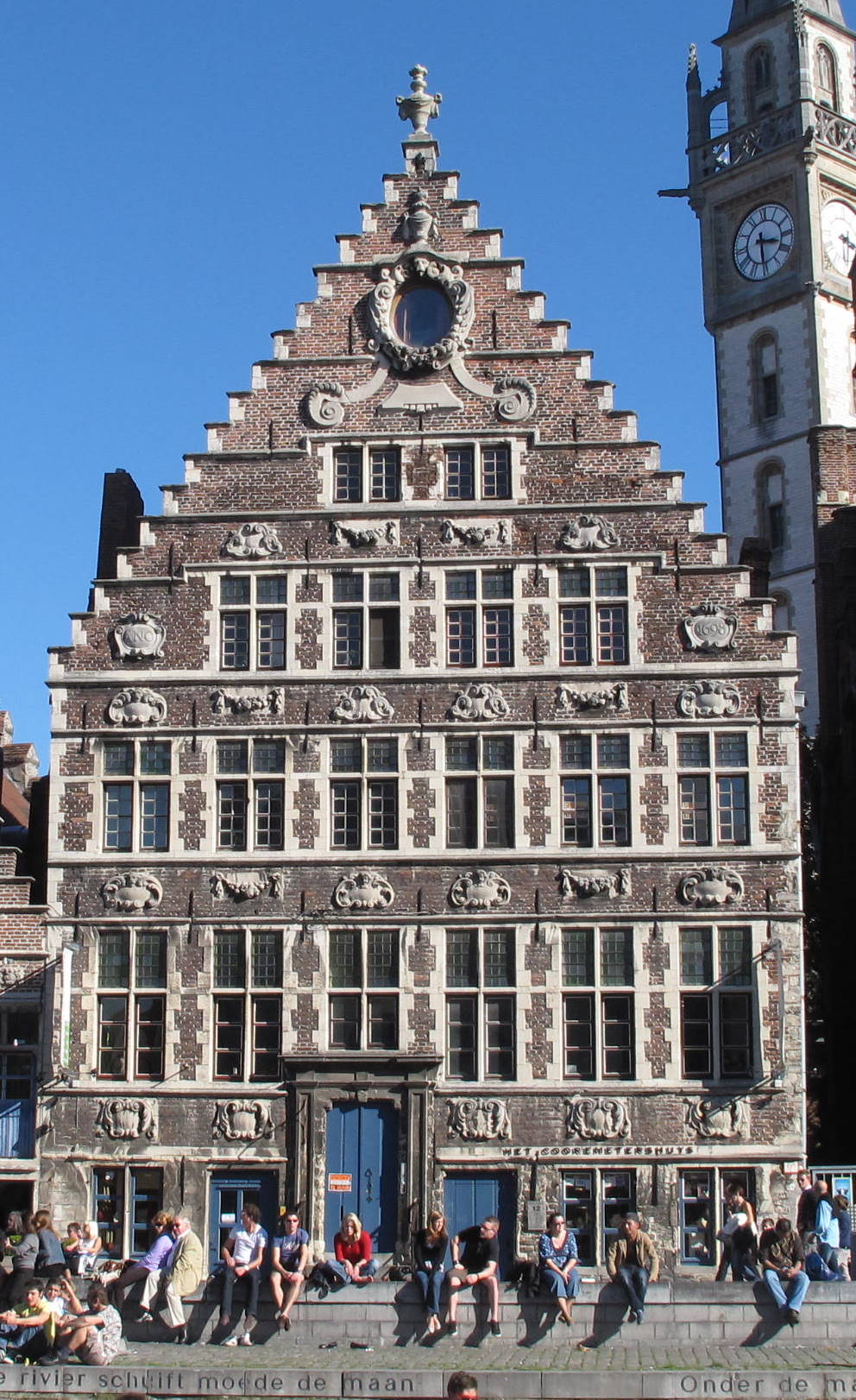
Het Korenmetershuis in Gent
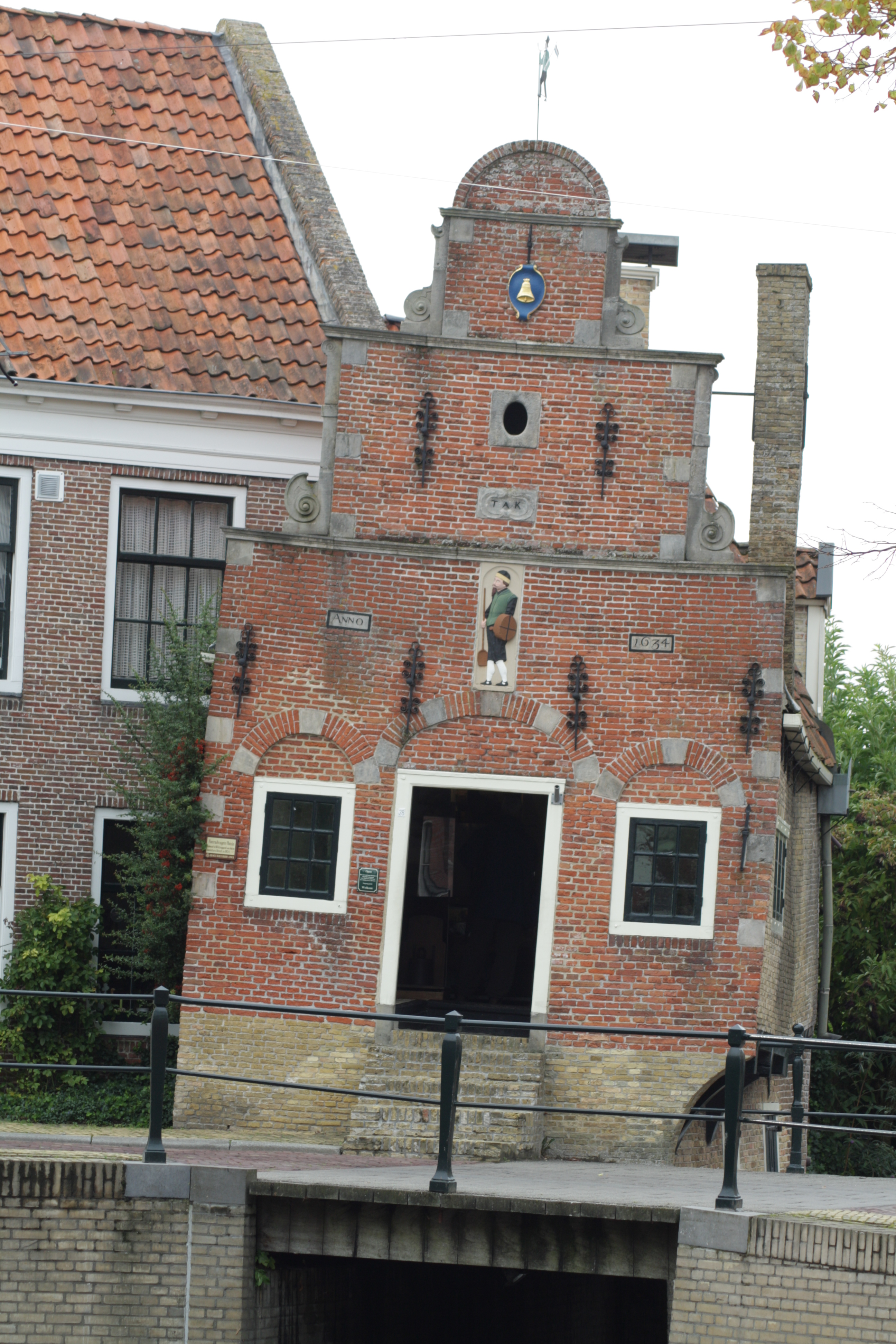
Het Korendragershuisje in Franeker

## Gevelstenen
Het Korendragershuisje in Franeker heeft een gevelsteen waarop een korenmeter is afgebeeld met een schepel, een strekel en een wan. In Amsterdam is op het nieuwbouwpand aan Brouwersgracht 163 een 18e-eeuwse gevelsteen aangebracht met daarop afgebeeld een korenmeter die met zijn strekel een ton afstrijkt.
Boven de hoofdingang van het Amsterdamse Korenmetershuisje, aan de zuidelijke voorgevel, zijn in reliëf verschillende attributen aangebracht die het korenmetersgilde symboliseren: de maat, ton en strekel.